# Walter Röhrl
Walter Röhrl (Ratisbona, 7 de março de 1947) é um ex-piloto alemão de rali com vitórias pela Fiat, Opel, Lancia e Audi além de Porsche, Ford and BMW.

## Carreira
Aos 16 anos, Röhrl começou a trabalhar para o Bispo de Regensburg, e logo passou a dirigir cerca de 120000 km anualmente como seu motorista. Disputando esportes como ski, foi convidado para seu primeiro rally em 1968.
Röhrl foi um dos mais bem sucedidos pilotos do Campeonato Mundial de Rali durante as décadas de 1970 e 1980, vencendo o Rali de Monte Carlo quatro vezes com quatro marcas diferentes. Com o Fiat 131 Abarth conquistou o título de 1980, mas seu título de 1982 impressionou mais, com Röhrl enfrentando concorrentes com os novos carros com tração nas quatro rodas - liderados pela piloto Michèle Mouton da Audi - Röhrl conquistou o campeonato graças a sua consistência de seu desempenho com o Opel Ascona. Na mesma época conquistou o Campeonato Africano de Rali, em 1982.
Em 1983, se juntou à Lancia para pilotar o novo Lancia 037 de tração traseira, até que mudou no ano seguinte para o Audi Quattro de tração nas quatro rodas, coincidentemente fabricado na região da Baviera, de onde veio.